# جاري جودارد
جاري جودارد (بالإنجليزية: Gary Goddard)‏ هو مخرج وممثل أمريكي، ولد في 18 يوليو 1954 في الولايات المتحدة.

## أعمال

### أفلام
- (1987) سادة الكون[4]
- (2000) رجال-إكس[5][6]

## وصلات خارجية
- جاري جودارد على موقع IMDb (الإنجليزية)
- جاري جودارد على موقع ألو سيني (الفرنسية)
- جاري جودارد على موقع أول موفي (الإنجليزية)
- جاري جودارد على موقع قاعدة بيانات برودواي على الإنترنت (الإنجليزية)
- جاري جودارد على موقع قاعدة بيانات الأفلام السويدية (السويدية)
- جاري جودارد على موقع قاعدة بيانات الفيلم (الإنجليزية)
- جاري جودارد على موقع كينوبويسك (الروسية)